# Vyjeté koleje

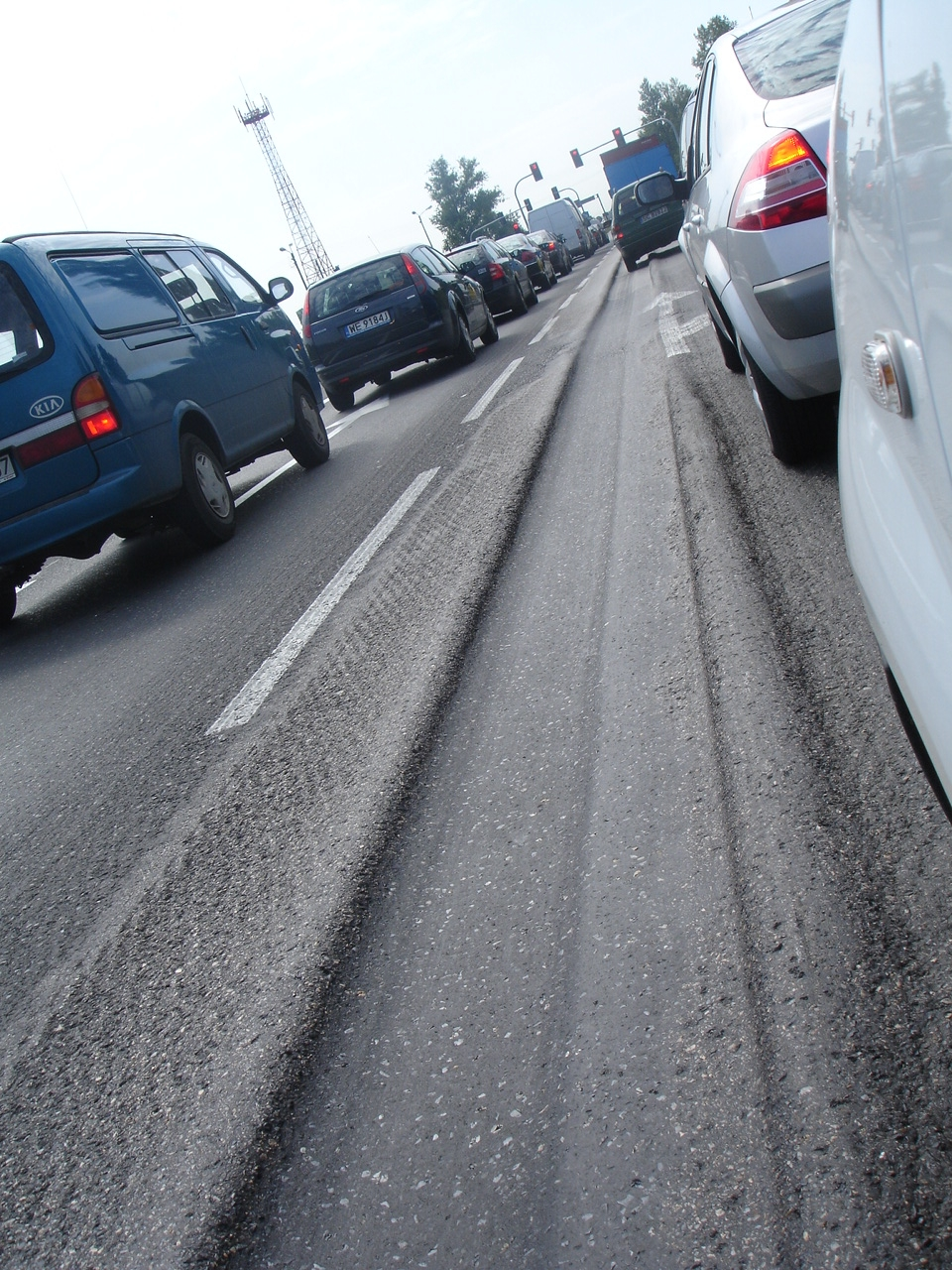
14 cm hluboké vyjeté koleje na polské silnici DK1 (Częstochowa – Katowice) u obce Poczesna

Vyjeté koleje je obvyklý název pro poškození vozovky nebo nezpevněné cesty vytvořením podélných prohlubní vzniklých působením tíhy vozidel.

## Příčiny vzniku
Vyjeté koleje typicky vznikají tam, kde těžká vozidla jezdí soustavně v téže stopě. Místem obzvlášť náchylným k tomuto poškození jsou autobusové a trolejbusové zastávky a zastávkové pruhy. Běžný živičný (asfaltový) nebo dlážděný povrch ve frekventovaných zastávkách zátěž dlouho nevydrží. Proto například v Praze je vozovka v některých zastávkách rekonstruována silnou vrstvou speciálního betonu. Odolnost povrchu je důležitým technickým parametrem i u autobusových drah (guided busway, tramvaj Bombardier apod.), kde jsou pneumatiková vozidla hromadné dopravy vedena po pevné jízdní dráze.
Na plochách, které nejsou uzpůsobeny pro provoz vozidel (například na dlažbě chodníku nebo na ploše zeleně) může vytvořit vyjeté koleje i jediný průjezd vozidla.

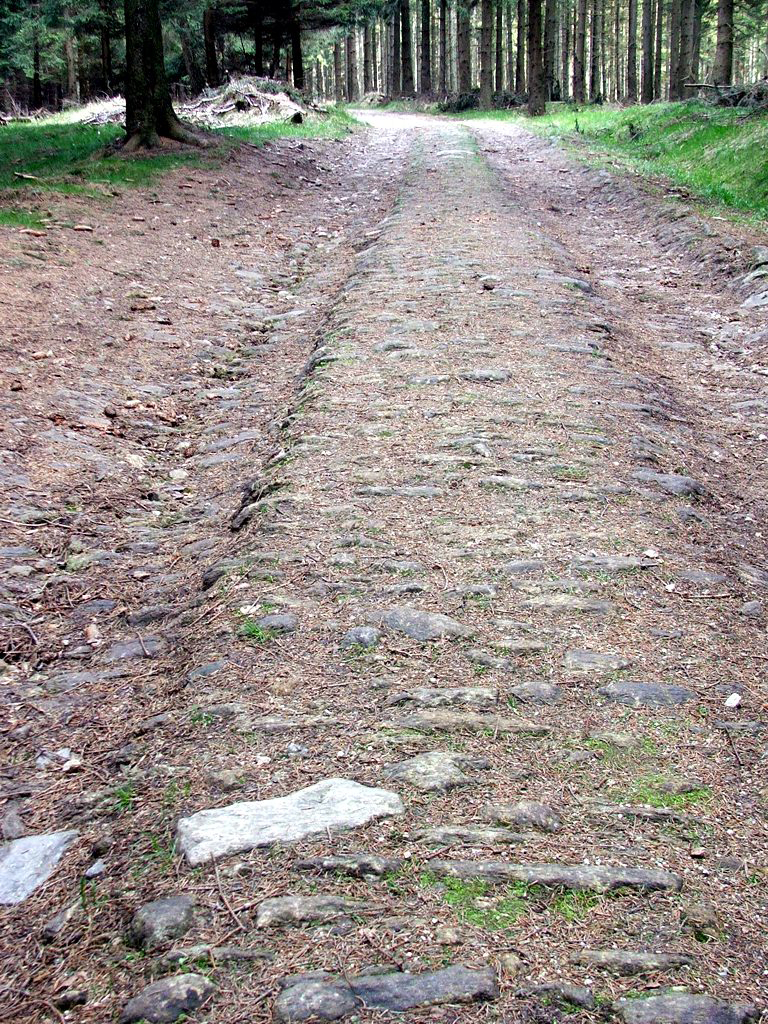
Vyjeté koleje v kamenné cestě po cca 200 letech užívání

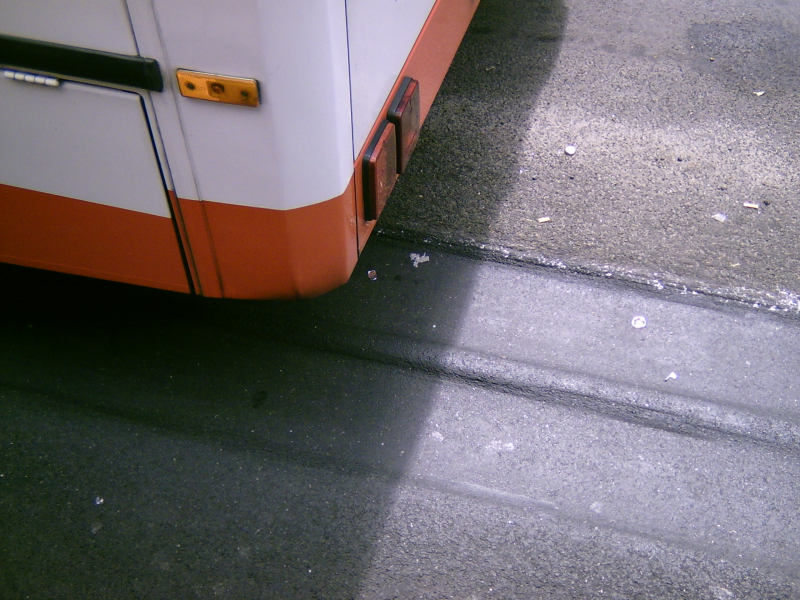
Vyjeté koleje v autobusové zastávce

Na vznik vyjetých kolejí na rychlostních silnicích a dálnicích má významný vliv provoz přetížených kamionů. Poškozování vozovek je jedním z důvodů, proč je prosazováno či prováděno vážení vozidel.

## Ohrožení provozu
Zejména na dálnicích a rychlostních silnicích mohou vyjeté koleje způsobit ztrátu kontroly řidiče nad ovládáním vozidla například při předjíždění ve vysoké rychlosti. Za mokra se ve vyjetých kolejích usazuje vodní vrstva, což může také způsobit tzv. aquaplaning, tedy jev, kdy rychle jedoucí vozidlo ve vyjetých kolejích klouže po vodní hladině a nižší adhezní síla tak výrazně snižuje účinnost brzdění.
Proto na rizikových místech na vyjeté koleje upozorňují výstražné dopravní značky. V České republice neexistuje speciální výstražná značka pro tento účel, a proto se používá značka Jiné nebezpečí doplněné dodatkovou tabulkou s nápisem „Vyjeté koleje“.

## Stav silnic
V roce 2005 byly měřením na 4384 km vybraných jízdních pruhů na dálnicích a silnicích I. třídy v Česku zjištěny příčné nerovnosti (vyjeté koleje) na 6 % úseků.
Vyjeté koleje jsou jedním z často vytýkaných typů závad v kvalitě silnic a dálnic.

## Přenesený význam
V přeneseném významu se souslovím „vyjeté koleje“ označuje rutina, stereotyp, nepružnost a nepřizpůsobivost, zpravidla s negativním vyzněním.